# Valença (microregio)
Valença is een van de 32 microregio's van de Braziliaanse deelstaat Bahia. Zij ligt in de mesoregio Sul Baiano en grenst aan de Atlantische Oceaan in het oosten, de mesoregio's Metropolitana de Salvador in het noordoosten en Centro-Sul Baiano in het noordwesten en de microregio Ilhéus-Itabuna in het westen en zuiden. De microregio heeft een oppervlakte van ca. 5668 km². Midden 2004 werd het inwoneraantal geschat op 241.960.
Tien gemeenten behoren tot deze microregio:
- Cairu
- Camamu
- Igrapiúna
- Ituberá
- Maraú
- Nilo Peçanha
- Piraí do Norte
- Presidente Tancredo Neves
- Taperoá
- Valença

Mesoregio's: Centro-Norte Baiano · Centro-Sul Baiano · Extremo Oeste Baiano · Metropolitana de Salvador · Nordeste Baiano · Sul Baiano · Vale São-Franciscano da Bahia

Microregio's: Alagoinhas · Barra · Barreiras · Bom Jesus da Lapa · Boquira · Brumado · Catu · Cotegipe · Entre Rios · Euclides da Cunha · Feira de Santana · Guanambi · Ilhéus-Itabuna · Irecê · Itaberaba · Itapetinga · Jacobina · Jequié · Jeremoabo · Juazeiro · Livramento do Brumado · Paulo Afonso · Porto Seguro · Ribeira do Pombal · Salvador · Santa Maria da Vitória · Santo Antônio de Jesus · Seabra · Senhor do Bonfim · Serrinha · Valença · Vitória da Conquista